# Ежен Варлен

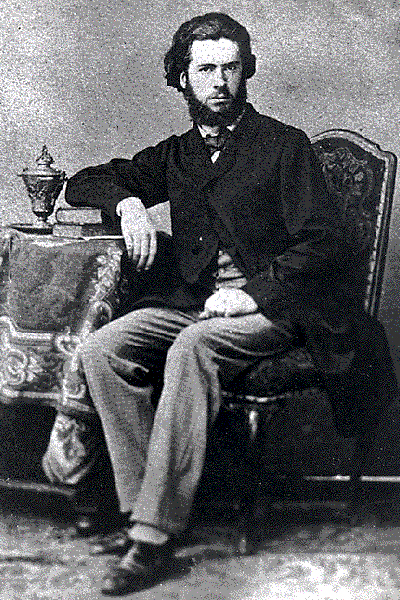
Ежен Варлен

Ежен Варлен (фр. Eugène Varlin, 5 жовтня 1839 — 28 травня 1871) — французький соціаліст, анархіст, комунар і член Першого Інтернаціоналу. Він був одним із піонерів французького синдикалізму. 

## Біографія

#### Раннє життя
Луї-Ежен Варлен народився в Кле-Суї (Сена і Марна) у бідній селянській родині. Навчаючись художника, він переїхав до Парижа і став палітурником за професією. У юності він читав твори анархістського соціального критика П'єра-Жозефа Прудона, які справили на нього великий вплив. У 1857 році Варлен брав участь у створенні товариства палітурної взаємодопомоги, яке стало ядром профспілки палітурників. Варлен був одним із головних організаторів найпершого страйку паризьких палітурників у 1864 році. Страйк увінчався успіхом, тож у 1865 році палітурники повторили вправу. Цього разу результати були менш обнадійливими. Варлін також заснував асоціацію взаємних заощаджень і кредиту палітурників, організовану за прудонівським принципом. Будучи твердим прихильником рівності статей, він висунув анархістку та феміністку Наталі Лемель (1827–1921) на керівну посаду в банку.
Варлен очолив профспілку палітурників у Міжнародній асоціації робітників (Перший Інтернаціонал), засновану в 1864 року. Він був делегатом Лондонського конгресу Інтернаціоналу в 1865 р., Женевського конгресу в 1866 р. разом з Лемелем і делегатом Базельський конгрес в 1869. Був обвинуваченим на другому і третьому процесах Французької секції Інтернаціоналу в 1869 і 1870. У полеміці між прудоністами і марксистами в Інтернаціоналі Варлен виступив на стороні прудоністів. Він став близьким другом і соратником провідних прудоністів, таких як Анрі Толен і Бенуа Малон. Варлін вважав, що профспілки, що зароджуються, повинні подолати свій професійний, місцевий і національний партикуляризм і сформувати єдиний міжнародний робітничий рух, присвячений, як сказано в статуті його профспілки палітурників, «постійному поліпшенню умов існування робітників усіх професій і всіх країн, а також [надати] робітникам володіння знаряддями їхньої праці».14 листопада 1869 року Варлен допоміг заснувати Паризьку федерацію робітничих асоціацій, конфедерацію профспілок, яка став ядром Загальної конфедерації праці (CGT), головної організації синдикалістського руху.
Варлен також брав активну участь у ряді інших проектів. У 1867 році він допоміг заснувати кооператив під назвою La Ménagère. У 1868 році він став співзасновником La Marmite, кооперативного ресторану, який діяв до закінчення Паризької Комуни. Він брав участь у численних страйках і допомагав в організації відділень Першого Інтернаціоналу в Ліоні, Крезо і Ліллі. Профспілки не були цілком легальними, а Інтернаціонал вважався небезпечною змовою, тому Варліна неодноразово арештовували. У 1870 році він допоміг організувати протести проти майбутньої війни між Францією та Пруссією та став співавтором антивоєнного маніфесту паризької секції Інтернаціоналу. У 1870 році Варлін ненадовго втік до Бельгії, побоюючись політичних переслідувань. Він повернувся до Парижа після революції 4 вересня, яка повалила Наполеона III. Незважаючи на те, що Варлен виступав проти війни, він брав участь в обороні Парижа. Він став командиром 193-го батальйону Національної гвардії в Парижі.

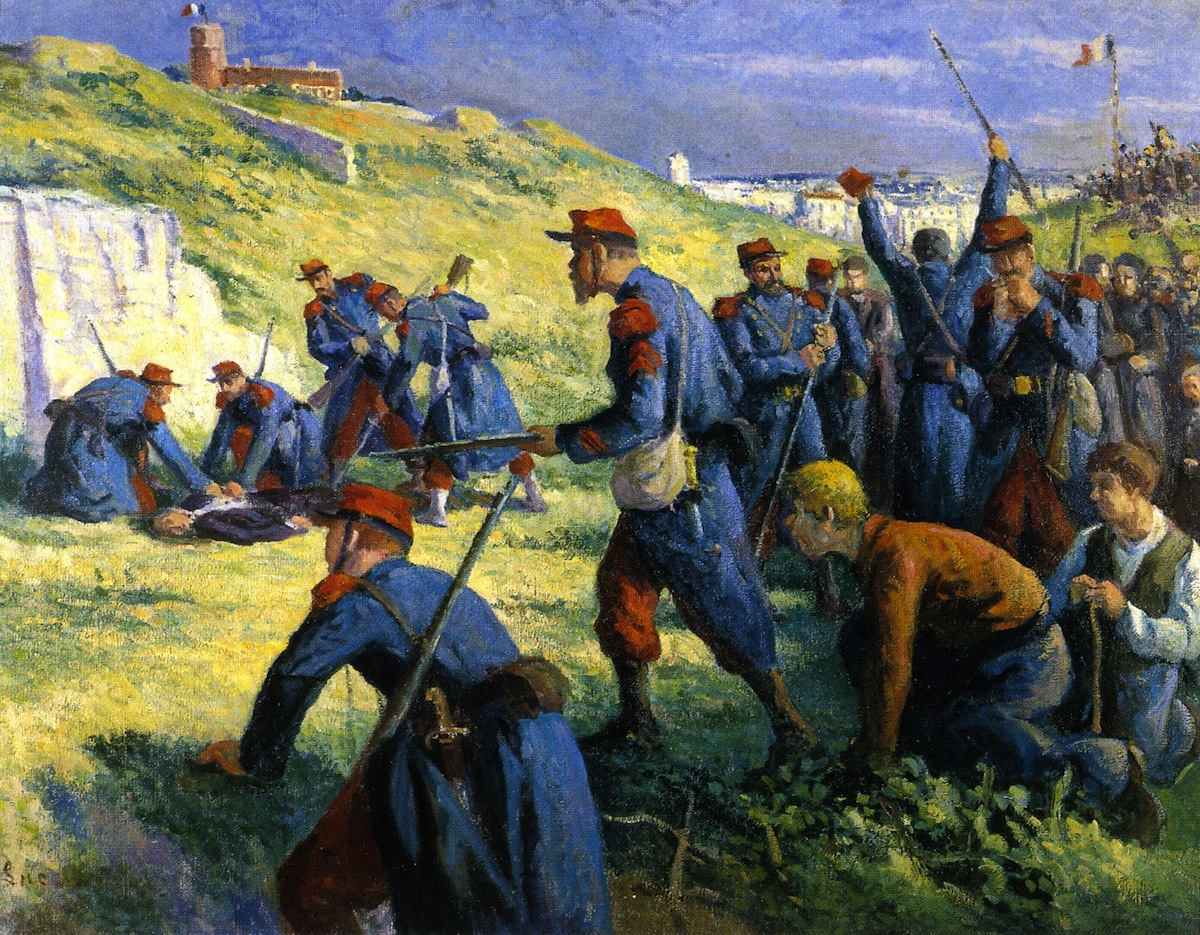
Максимільєн Люс «Страта Варлена».

#### Франко-прусська війна і Паризька комуна
Франко-прусська війна закінчилася погано для Наполеона III. Імператор був захоплений німцями, і його уряд упав. Варлен став членом ЦК Республіканської партії в Парижі. Він також став членом ЦК Національної гвардії. Участь Варлена в передчасному повстанні 31 жовтня 1870 року змусила уряд Адольфа Тьєра скасувати його командування. Варлен також брав участь у повстанні 22 січня. Під час облоги Парижа Варлен присвятив себе організації допомоги населенню. Його пакети догляду стали відомі як «Марміти Варлена» (названі на честь його кооперативного ресторану). Варлен також став секретарем французької секції Першого Інтернаціоналу. У лютому 1871 року Варлен невдало балотувався як кандидат від есерів на виборах до Національних зборів Франції.
18 березня 1871 року Варлен брав участь у штурмі Вандомської площі. Він був одним із авторів Маніфесту Паризької секції Інтернаціоналу 24 березня. 26 березня він був обраний переважним голосуванням до Ради Паризької Комуни, що представляє шостий, дванадцятий і сімнадцятий арондисмани (округи). Він став уповноваженим Комуни з фінансів і був відповідальним за трудові відносини Комуни. Серед різних політичних фракцій, які брали участь у Паризької комуні, Варлен виступав на боці прудоністів, належачи до лівого крила цієї групи. Проте його невтомна енергія та ідеалізм зробили його популярною фігурою в багатьох колах. 1 травня Варлін став на бік меншості, яка проголосувала проти створення «Комітету громадської безпеки» за зразком часів Французької революції. 5 травня він став членом військової комісії Комуни. Під час «Кривавого тижня» він марно намагався врятувати життя кількох заручників, розстріляних комунарами. Варлін брав активну участь у боях проти військ Версальського уряду і керував обороною шостого і одинадцятого округів. Коли Комуна була придушена, Варлен був схоплений і вивезений на Монмартр, де разом з іншими в'язнями був розстріляний.

## Вшанування пам'яті
Вулиця Ежена Варлена існує у містах Париж, Дрансі, Лен-Блан Меніль. У місті Ліон є площа Ежена Варлена.

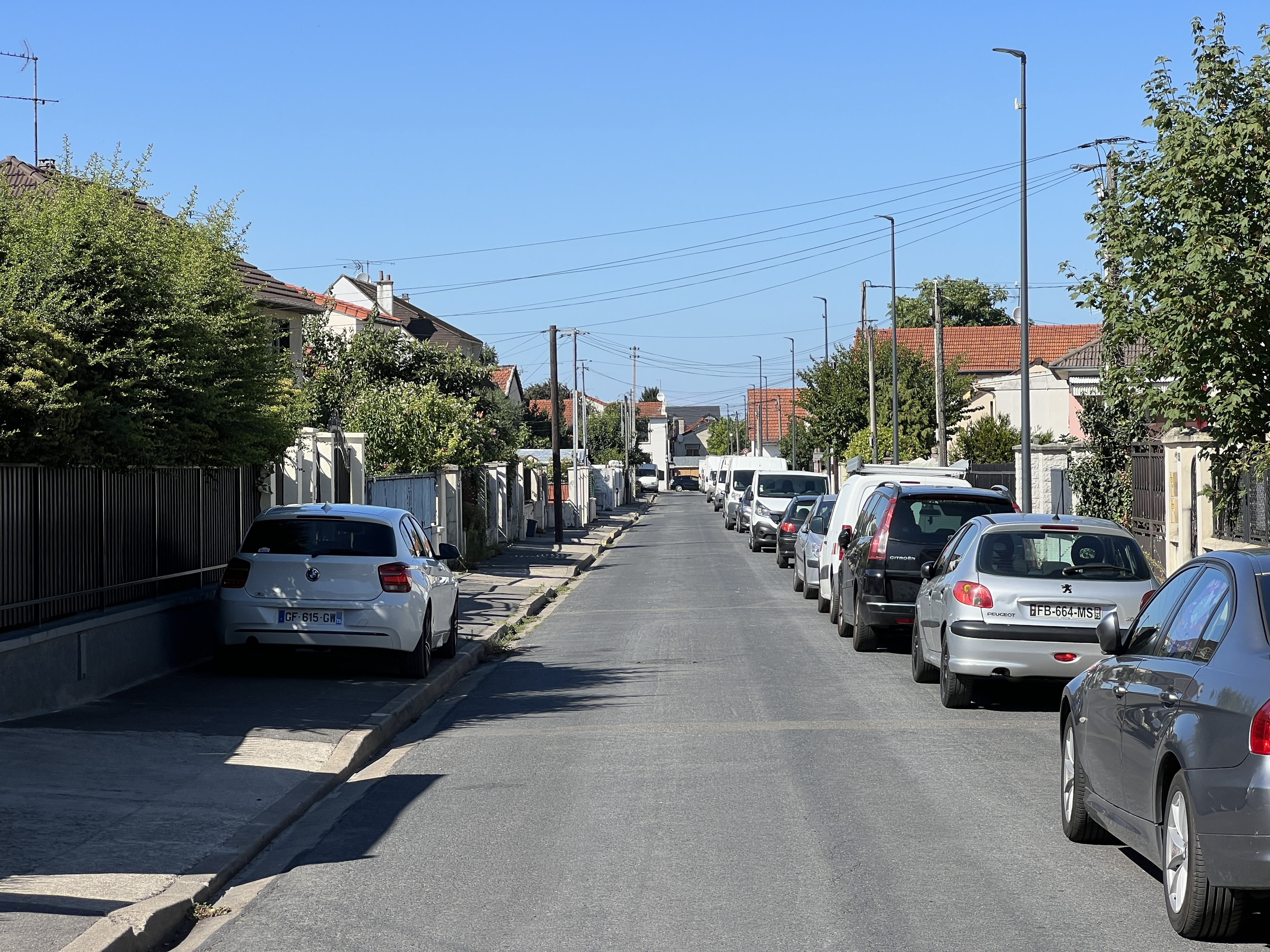
Вулиця Ежена Варлена у місті Бобіньї
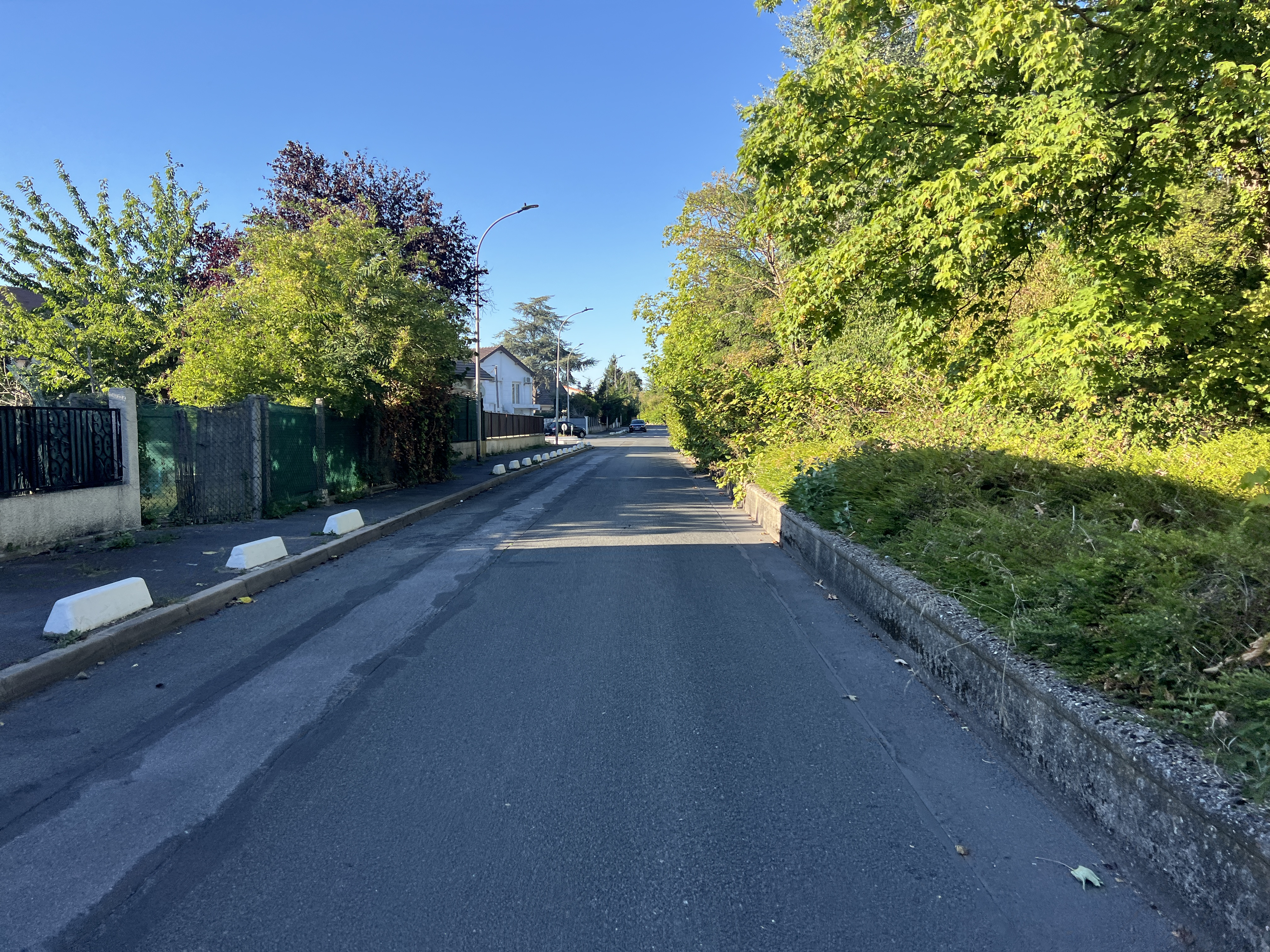
Вулиця Ежена Варлена у місті Лен-Блан Меніль
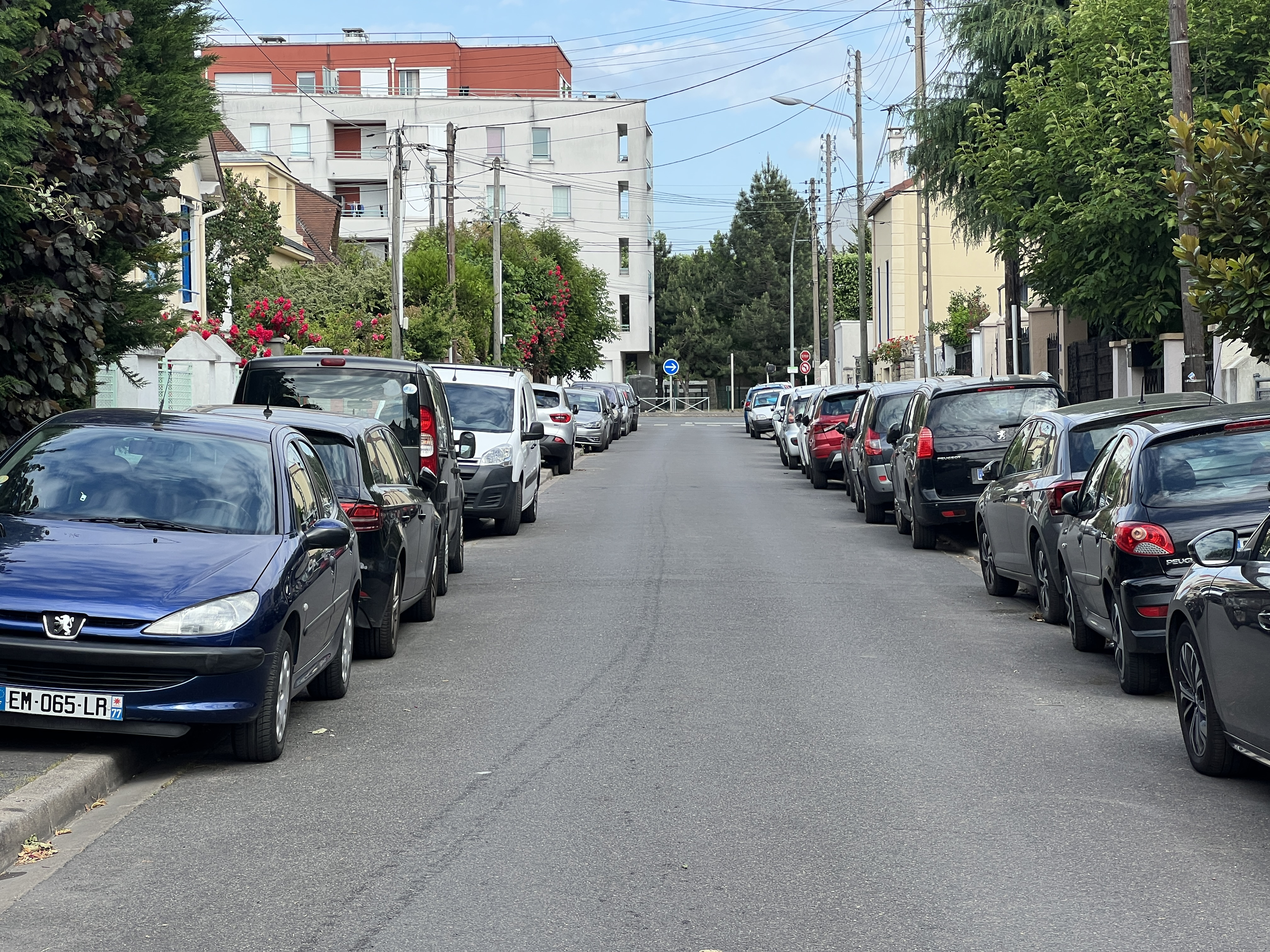
Вулиця Ежена Варлена у місті Л'Аї-ле-Роз
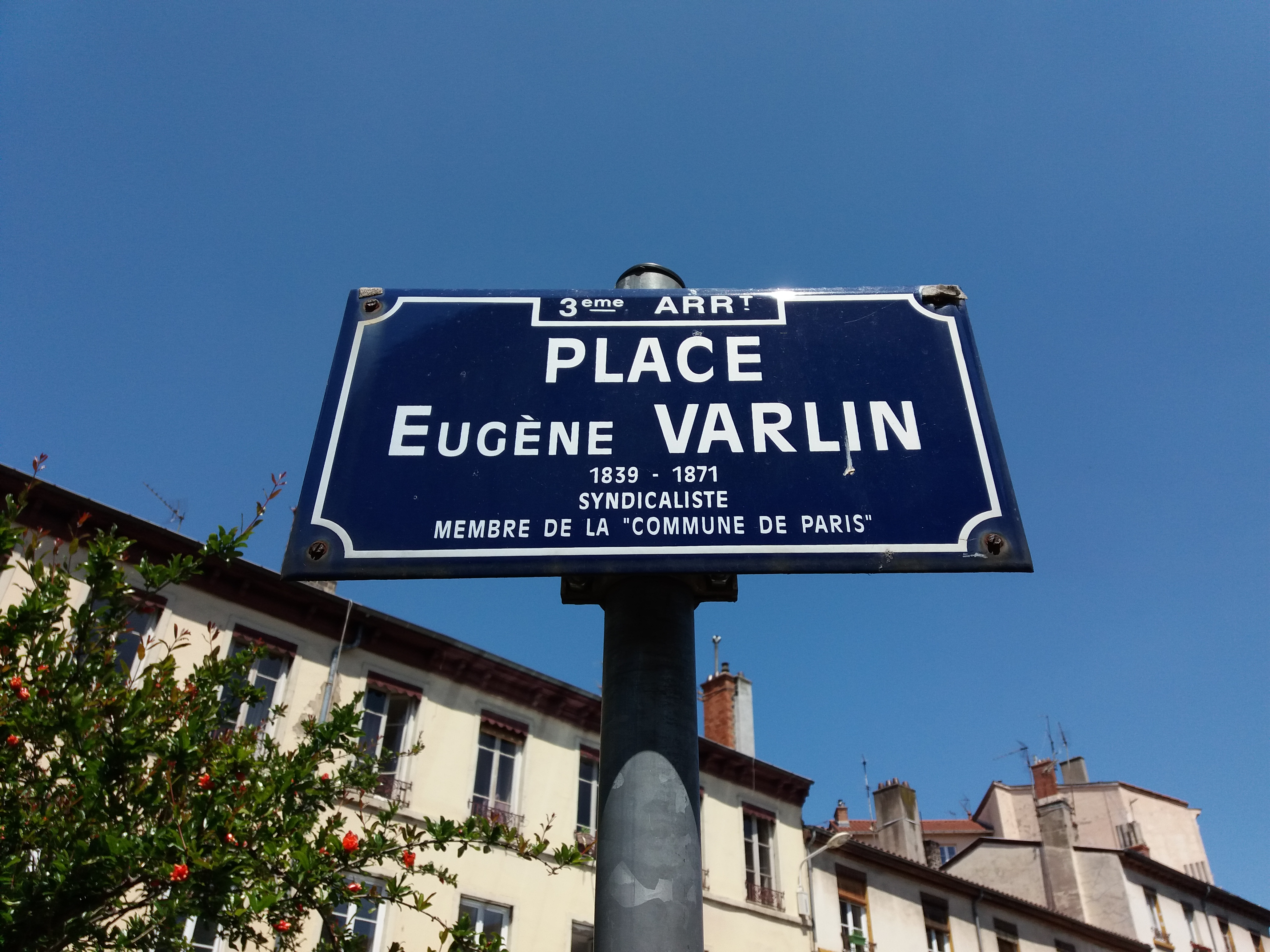
Площа Варлена у Ліоні
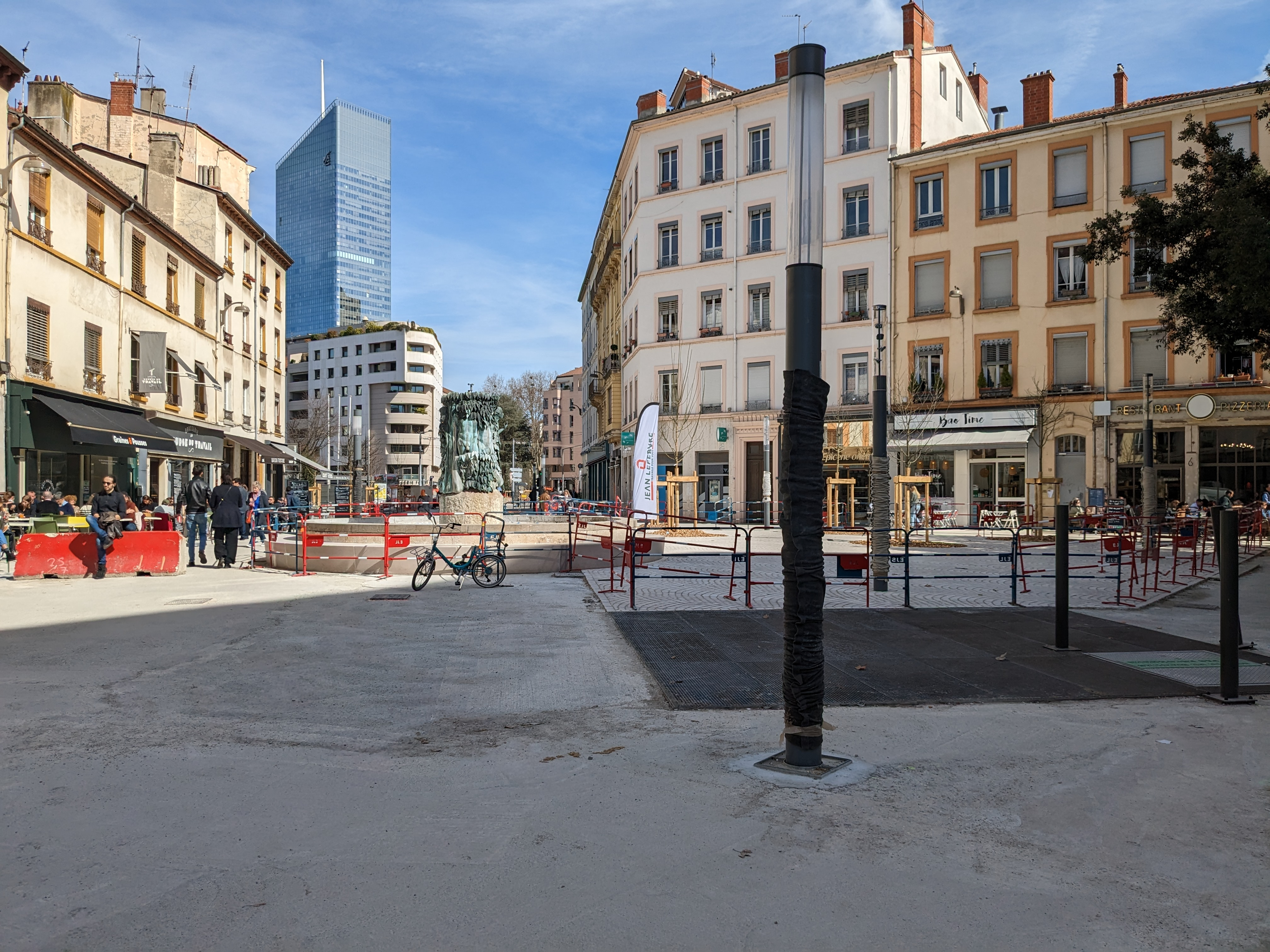
Площа Варлена у Ліоні